# Бар, Уолтер
Уо́лтер Бар (англ. Walter Bahr, 1 апреля 1927, Филадельфия, штат Пенсильвания — 18 июня 2018, Болсберг, штат Пенсильвания) — американский футболист, полузащитник, участник легендарного матча между сборными Англии и США на чемпионате мира 1950 года, автор голевой передачи, с которой был забит мяч, решивший судьбу поединка.

## Биография

### Клубная карьера
Талант Уолтера Бара раскрылся уже в раннем возрасте. С 11 лет он выступал в клубе «Филадельфия Нэшнелз». С этим клубом он четырежды выиграл чемпионат американской футбольной лиги: в 1950, 1951, 1953 и 1955 годах. Затем он перешёл в «Урик Тракерс», с которым в 1956 году ему вновь удалось выиграть чемпионат лиги. Он также поиграл в «Филадельфия Юнайтед Джерман-Хангерианз».

### Карьера в сборной
В составе сборной Уолтер появлялся на поле в 19 встречах. Он участвовал в Олимпийском футбольном турнире 1948 года, затем в чемпионате мира 1950 года, на котором провёл три матча. Его голевая передача на Джо Гатьенса позволила американцам одержать победу над Англией в Белу-Оризонти 29 июня 1950 года в запоминающемся поединке. В 2004 году вместе с Фрэнком Борги, Харри Кио, Джино Париани и Джоном Соузой Уолтер Бар принимал участие в чествовании участников команды, одержавшей победу в Белу-Оризонти. В фильме «Игра их жизней» о той памятной победе, вышедшем на экраны год спустя, роль Уолтера исполнил Уэс Бентли.
Уолтер также принимал участие в отборочных играх к чемпионату мира 1954 и чемпионату мира 1958 года.
| Матчи и голы Уолтера Бара за сборную США | Матчи и голы Уолтера Бара за сборную США | Матчи и голы Уолтера Бара за сборную США | Матчи и голы Уолтера Бара за сборную США | Матчи и голы Уолтера Бара за сборную США | Матчи и голы Уолтера Бара за сборную США | Матчи и голы Уолтера Бара за сборную США |
| ---------------------------------------- | ---------------------------------------- | ---------------------------------------- | ---------------------------------------- | ---------------------------------------- | ---------------------------------------- | ---------------------------------------- |
| №                                        | Дата                                     | Место проведения                         | Соперник                                 | Счёт                                     | Голы                                     | Турнир                                   |
| 1                                        | 2 августа 1948                           | Лондон, Англия                           | Италия                                   | 0:9                                      | -                                        | Олимпийские игры 1948                    |
| 2                                        | 6 августа 1948                           | Осло, Норвегия                           | Норвегия                                 | 0:11                                     | -                                        | Товарищеский матч                        |
| 3                                        | 26 сентября 1948                         | Нью-Йорк, США                            | Израиль                                  | 3:1                                      | -                                        | Товарищеский матч                        |
| 4                                        | 4 сентября 1949                          | Мехико, Мексика                          | Мексика                                  | 0:6                                      | -                                        | Кубок Американских наций 1949            |
| 5                                        | 14 сентября 1949                         | Мехико, Мексика                          | Куба                                     | 1:1                                      | -                                        | Кубок Американских наций 1949            |
| 6                                        | 18 сентября 1949                         | Мехико, Мексика                          | Мексика                                  | 2:6                                      | -                                        | Кубок Американских наций 1949            |
| 7                                        | 21 сентября 1949                         | Мехико, Мексика                          | Куба                                     | 5:2                                      | 1                                        | Кубок Американских наций 1949            |
| 8                                        | 25 июня 1950                             | Куритиба, Бразилия                       | Испания                                  | 1:3                                      | -                                        | Чемпионат мира 1950                      |
| 9                                        | 29 июня 1950                             | Белу-Оризонти, Бразилия                  | Англия                                   | 1:0                                      | -                                        | Чемпионат мира 1950                      |
| 10                                       | 2 июля 1950                              | Ресифи, Бразилия                         | Чили                                     | 2:5                                      | -                                        | Чемпионат мира 1950                      |
| 11                                       | 30 апреля 1952                           | Глазго, Шотландия                        | Шотландия                                | 0:6                                      | -                                        | Товарищеский матч                        |
| 12                                       | 8 июня 1953                              | Нью-Йорк, США                            | Англия                                   | 3:6                                      | -                                        | Товарищеский матч                        |
| 13                                       | 10 января 1954                           | Мехико, Мексика                          | Мексика                                  | 0:4                                      | -                                        | Отбор к ЧМ 1954                          |
| 14                                       | 14 января 1954                           | Мехико, Мексика                          | Мексика                                  | 1:3                                      | -                                        | Отбор к ЧМ 1954                          |
| 15                                       | 3 апреля 1954                            | Порт-о-Пренс, Гаити                      | Гаити                                    | 3:2                                      | -                                        | Отбор к ЧМ 1954                          |
| 16                                       | 4 апреля 1954                            | Порт-о-Пренс, Гаити                      | Гаити                                    | 3:0                                      | -                                        | Отбор к ЧМ 1954                          |
| 17                                       | 25 августа 1955                          | Рейкьявик, Исландия                      | Исландия                                 | 2:3                                      | -                                        | Товарищеский матч                        |
| 18                                       | 7 апреля 1957                            | Мехико, Мексика                          | Мексика                                  | 0:6                                      | -                                        | Отбор к ЧМ 1958                          |
| 19                                       | 28 апреля 1957                           | Лонг-Бич, США                            | Мексика                                  | 2:7                                      | -                                        | Отбор к ЧМ 1958                          |

Итого: 19 матчей / 1 гол; 5 побед, 1 ничья, 13 поражений.
Уолтер Бар был включён в Зал Американской Футбольной Славы в 1976 году вместе со всей командой, игравшей в Белу-Оризонти в июне 1950 года.

### Тренерская карьера
В 1960—1970-е годы Бар работал учителем физкультуры в школе и параллельно тренировал футбольные команды.
На протяжении 30 лет тренерской карьеры Уолтер руководил четырьмя клубами. В 1979 году он был удостоен награды «Тренер года».

### Личная жизнь
Сыновья Уолтера Бара — Кейси, Крис и Мэтт — играли в футбол профессионально в оригинальной Североамериканской футбольной лиге, дочь Энн была гимнасткой. Кейси в составе сборной США участвовал в футбольном турнире Олимпийских игр 1972 года. Крис и Мэтт позднее перешли в американский футбол, играя на позиции плейскикера в НФЛ, выиграли по два Супербоула.
Иногда Уолтер Бар появлялся в качестве спортивного комментатора на телевидении.
Бар умер 18 июня 2018 года в Болсберге, штат Пенсильвания, от осложнений, связанных с переломом бедра.